# Ottó Boros
Ottó Boros (Békéscsaba, 5 agosto 1929 – Szolnok, 18 dicembre 1988) è stato un pallanuotista ungherese, vincitore di due medaglie d'oro alle olimpiadi di Tokyo 1964 e Melbourne 1956 ed una medaglia di bronzo all'olimpiade di Roma 1960.